# Grandia
Grandia (яп. グランディア гурандиа) — японская ролевая игра, разработанная студией Game Arts, первая часть одноимённой серии. Впервые была выпущена в декабре 1997 года для приставки Sega Saturn, исключительно на территории Японии и только на японском языке, при этом в качестве издателя выступила компания Entertainment Software Publishing. Позже её портировали на консоль PlayStation, компания Sony Computer Entertainment в июне 1999 года выпустила эту версию в Японии и в сентябре в Северной Америке. Европейское издание состоялось в марте 2000 года и было осуществлено силами компании Ubisoft.
Разработкой Grandia занимались люди, ранее создавшие не менее популярную серию Lunar, в том числе в качестве продюсера и геймдизанера братья Ёити и Такэси Миядзи, а также композитор Нориюки Ивадарэ. Игра запомнилась прежде всего своей удобной боевой системой, которая впоследствии проявилась во многих последующих частях серии. Кроме того, первая часть имеет два ответвления, Grandia: Digital Museum и Grandia: Parallel Trippers, оба издавались эксклюзивно для Японии. В честь анонса Grandia Online, которая в действительности является приквелом оригинальной игры, в 2009 году была выпущена версия для сервиса PlayStation Network.
События игры происходят в фэнтезийном вымышленном мире с высоким уровнем развития технологий. Мальчик по имени Джастин по наставлению таинственной женщины вместе с волшебным камнем отправляется в путешествие, чтобы разыскать следы древней давно исчезнувшей цивилизации. По пути к нему присоединяются другие искатели приключений, и вместе они противостоят милитаристским подразделениям Гарлайл, которые хотят завладеть секретами древнего народа для своих захватнических целей. Grandia удостоилась в основном положительных отзывов, а японским игровым журналом Famitsu была поставлена на 73-е место в списке величайших игр всех времён.

## Игровой процесс
Всё игровое окружение выполнено в трёхмерной графике, однако перемещающиеся по локациям персонажи отображаются в виде двухмерных спрайтов. Камера обзора свободно вращается в любых направлениях, показывая происходящее в изометрической проекции, причём в ходе прохождения игрок периодически должен изменять угол обзора, чтобы обнаружить спрятанные проходы и предметы. Активные персонажи устанавливаются в отряд тоже по усмотрению игрока. Характеристики персонажа возрастают каждый раз, когда тот повышает уровень, зависящий от количества набранных очков опыта. Новые способности и заклинания добавляются в арсенал после многократного повторения одних и тех же команд, например, для изучения какой-либо новой техники владения мечом герой должен как можно чаще использовать это оружие на поле боя. Всё вооружение подразделено на пять классов: мечи, булавы, топоры, кнуты и ножи. Геймплей поощряет игрока периодически менять оружие членов своего отряда, поскольку от этого зависят бонусы к характеристикам, дающиеся в качестве награды после каждого уровня.
Все монстры, обитающие на локациях, изначально видны, и игрок при должном умении может избежать столкновений с ними. Сражение начинается в том случае, если персонаж подойдёт к врагу вплотную и дотронется до него, при этом важную роль играет взаимное расположение противоборствующих сторон. Если отряд незамеченным подберётся к монстру сзади или сбоку, в развязавшемся бою игрок получит право ходить первым. И наоборот, напавший сзади противник получит преимущество над отрядом игрока, так как будет ходить первым. Сама очерёдность ходов определяется специальной шкалой, расположенной в правом нижнем углу экрана, на ней в зависимости от показателя скорости по очереди расставлены иконки персонажей и монстров. Каждый раз, как подходит очередь ходить какого-либо персонажа, разворачивающиеся на экране события останавливаются, и игрок получает возможность в ходе неограниченно долгого промежутка времени выбирать для него команды. Шкала тратится не только на выполнение каких-то атак или приёмов, но и на передвижение персонажа из одной точки поля боя в другую.

## Сюжет

### Персонажи

Основные персонажи Grandia

Главным героем повествования выступает мальчик по имени Джастин, отчаянный искатель приключений из маленького городка Парм. Он живёт вместе с матерью на втором этаже семейного ресторана и мечтает пойти по стопам отца-авантюриста, который несколько лет назад отправился в путешествие и пропал. Джастин, просто бредящий опасными приключениями, собирается посвятить жизнь открытию неизведанных уголков мира, а особенно его внимание привлекает так называемая Граница мира — колоссальная непроходимая стена из камня, обнаруженная на недавно открытом континенте. К числу других персонажей относятся малолетняя подружка Джастина Сью; опытная-авантюристка Фина, кумир главного героя; отважный рыцарь Гадвин, обучающий его техникам владения мечом; Рапп, несносный молодой человек из деревни Кафу; Мильда, дикая великанша, испытывающая, тем не менее, нежные чувства к своему мужу; странствующий торговец Гуидо, по совместительству являющийся предводителем маленьких существ, похожих на кроликов; и Лиета, загадочная женщина, выходящая на связь с Джастином с древней космической станции.
Центральным антагонистом игры является генерал Баал, расчётливый командир подразделений Гарлайл. Несмотря на то, что раскопки древних руин проходят исключительно в научных целях, он на протяжении всего исследования надеется отыскать там сверхмощное оружие, которое можно было бы использовать для захвата всего мира. Вторым по важности человеком в армии считается его сын, полковник Маллен, превосходный тактик, беспрекословно исполняющий все указания отца. Большим авторитетом у генерала пользуется его правая рука, воительница по имени Лин, по неизвестным причинам занимающая в войсках особое положение. Также персонажам часто противостоят три других женских персонажа, Нана, Саки и Мио, все они по уши влюблены в полковника Маллена и постоянно ревнуют его к Лин.

### История
Вымышленный фэнтезийный мир Grandia переживает эпоху технологического бума, благодаря археологическим находкам, оставленным древней высокоразвитой цивилизацией Ангелоу, полностью исчезнувшей несколько веков назад. Генерал Баал, лидер милитаристского подразделения Гарлайл, вместе со своим сыном полковником Малленом и помощницей лейтенантом Лин всё больше и больше углубляется в раскопки древних руин, пытаясь отыскать сокровища прошлого. Туда же, ведомый чувством любопытства, пробирается и Джастин, прихватив с собой подружку Сью. Пробравшись в самую глубь руин герой обнаруживает оборудование для передачи голографического изображения и видит голограмму некой Лиеты, которая рассказывает, что волшебный камень, оставшийся у Джастина от отца, обладает огромной силой — протагонисту нужно разыскать древний город знаний Алент и узнать об истинном предназначении этого предмета. Вернувшись домой, он без ведома матери идёт в доки и зайцем отправляется на другую сторону океана, мечтая подобно отцу стать великим путешественником.
В ходе плавания Джастин знакомится с именитой авантюристкой Финой, она присоединяется к друзьям после нападения корабля-призрака, появившегося из тумана. По прибытии в Новый Парм Фину сразу же похищает местный мэр, страстно желающий жениться на девушке. Вернув её обратно, герои следуют в близлежащие руины и снова видят голограмму Лиеты, которая сообщает, что Алент находится по ту сторону гигантской стены, известной как Граница мира. На пути троицы встают войска Гарлайл, пытающиеся понять, каким образом Джастин приводит в движение древние механизмы. Скрывшись на военном поезде, персонажи оказываются в маленькой деревушке, расположенной прямо у подножья великой стены. Выясняется, что Лин — давно потерянная сестра Фины. Отряд на протяжении нескольких дней продолжает восхождение на стену и после многих злоключений попадает в мир по ту сторону.
Дальнейший путь пролегает через лес, где троица встречает Гадвина, закалённого в боях рыцаря, который видит в Джастине большой потенциал и сопровождает его к Башням-близнецам, другому древнему сооружению. После очередного монолога Лиеты персонажей вновь захватывают войска, они вновь сбегают, но перед тем как пересечь ещё один океан, вынуждены оставить разболевшуюся Сью в одной из деревень. На корабле Гадвина герои добираются до небольшого острова, при этом Джастин и Лина начинают испытывать друг к другу чувства. На берегу к героям присоединяется юноша по имени Рапп, по его просьбе они идут уничтожать зловещую башню, обратившую в камень всё местное население. По пути к отряду примыкает великанша Мильда, вместе с ней герои уничтожают источник распространения тёмной энергии, им оказывается похожее на растение существо Гайя, выращенное по приказу генерала Баала. Уничтожив существо, герои подбирают несколько его семян, но появляется Лин и забирает их обратно. Отправившись дальше на поиски Алента группа встречает торговца Гуидо, он отводит их к себе в деревню и показывает ещё руины, однако вскоре опять на пути отряда встают войска Гарлайл — персонажи удерживаются в заключении на воздушном флагманском корабле генерала. С помощью волшебного камня Джастина Баал намеревается возродить Гайю и с её помощью стать властителем всего мира. Герои вступают в противостояние с обезумевшим военачальником, активирован механизм самоуничтожения, корабль падает на землю вместе генералом, который соединился с Гаей, а героям удаётся спастись.
Соединившись после кораблекрушения в единую команду, персонажи наконец добираются до Алента. Здесь Джастин встречает Лиету во плоти, она раскрывает суть волшебного камня — он был оставлен человечеству древней расой колдунов с целью всеобщего процветания, однако после того как люди погрязли в тёмных помыслах, камень дал рождение Гайе, существу, которое должно уничтожить этот прогнивший мир, чтобы он начался с нуля. Сёстры Фина и Лин являются представительницами древней цивилизации, только они могут остановить постоянно разрастающееся гигантское существо, пожертвовав своими жизнями. Лин жертвует жизнью, ослабив защиту Гайи, однако Фине, несмотря на просьбы полковника Маллена, Джастин не позволяет сделать то же самое. Вместе с друзьями протагонист отправляется в самое сердце расползающегося по всему миру существа и уничтожает находящийся там волшебный камень. После поражения Гайи наступает эпоха мира и процветания, Лин возвращается к жизни, а в эпилоге, происходящем через несколько лет, показывают повзрослевшую Сью и женатых Джастина с Финой, которые возвращаются из какого-то путешествия вместе с многочисленными детьми.

## Разработка и релиз
Компания Game Arts приступила к созданию Grandia примерно через два года после окончания работы над своей предыдущей ролевой игрой Lunar: Eternal Blue для приставки Mega CD. Проект, возглавленный продюсером Ёити Миядзи с режиссёрами Такэси Миядзи и Тосиаки Хонтани, изначально тоже предназначался для этой консоли, но уже на ранней стадии разработки Sega прекратила поддерживать приставку, поэтому в итоге целевой платформой была выбрана Sega Saturn. По словам представителя Game Arts, игра создавалась с тем расчётом, чтобы получить на выходе просто качественный продукт, а не следовать каким-то устоявшимся на рынке трендам, планировалось произвести такую игру, которая придётся по вкусу прежде всего их преданным поклонникам, нежели массовой аудитории. Игра вышла в декабре 1997 года исключительно на территории Японии, причём одновременно распространялись выпущенные ограниченным тиражом коллекционные наборы — их обладателями стали люди, сделавшие предзаказ в период между 25 октября и 30 ноября. К изданию прилагалась настоящая тканевая карта мира Grandia и диск с небольшой радиопостановкой, смонтированной из звуковых дорожек с озвучиванием. В ноябре 1998 года «Грандию» выпустили в Японии ещё раз, под заголовком Grandia Memorial Package, с обновлённым дизайном прилагающегося информационного буклета и по сниженной цене. Руководители Sega заявили, что у них нет планов по выпуску игры на английском языке для североамериканской аудитории — заявление привело к массовому возмущению фанатов, стали появляться онлайн-петиции, призывающие издателя дать добро на англоязычную локализацию. За считанные дни было собрано несколько сотен подписей, но, даже несмотря на активную поддержку портала GameSpot, международные релизы Saturn-версии так никогда и не состоялись.
Тем не менее, уже в марте 1999 года недавно образовавшийся издатель Entertainment Software Publishing анонсировал портирование Grandia на приставку PlayStation, публичная презентация состоялась в этом же году на выставке Tokyo Game Show, где кроме всего прочего было объявлено о планах выпустить игру на территории Северной Америки при участии компании Sony Computer Entertainment America. Переводом продуктов серии Lunar обычно занималась студия Working Designs, но на сей раз они не смогли договориться из-за авторских прав. Новая версия получила несколько нововведений, в частности появилась функция вибрирования, свойственная аналоговым геймпадам DualShock, добавилась поддержка периферийного устройства PocketStation, которое при подключении позволяет сыграть в дополнительную мини-игру. Позже стало известно, что компания собиралась совершить портирование на PlayStation ещё в начале 1998 года, но тогда разработчики были вынуждены отказаться от этой идеи из-за неумения преодолеть технические ограничения системы. Позже, чтобы удовлетворить требованиям консоли, им пришлось снизить кадровую частоту и существенно сократить качество выводимых на экран видеоэффектов. На выставке Electronic Entertainment Expo представители Sony пообещали выпустить американскую версию уже летом, однако впоследствии дату релиза перенесли на сентябрь. PAL-регион увидел игру только в 2000 году, издательством занималась французская компания Ubisoft.
Примерно десять лет спустя после релиза версии для PlayStation в апреле 2009 года компания анонсировала загрузку игры в сетевой магазин PlayStation Network — анонс был приурочен к празднованию возобновления разработки массового многопользовательского долгостроя Grandia Online. Аналогичные версии для Северной Америки и PAL-региона появились в феврале и ноябре 2010 года соответственно.

### Музыкальное сопровождение
Музыку для саундтрека сочинил композитор Нориюки Ивадарэ, ранее прославившийся звуковыми дорожками к играм серии Lunar, выходившими на приставке Sega CD. Позже он отмечал по поводу работы над Grandia, что этот проект стал поворотным в его карьере, и назвал процесс написания мелодий «очень интересным». Команда разработчиков, ответственная за звуковое сопровождение, имела в наличии передовые на тот момент технологии записи и воспроизведения, поэтому саундтрек создавался быстро и без особых проблем, в частности, Ивадарэ признался, что написал заглавную композицию всего лишь за одну ночь, сразу после того как просмотрел концептуальные иллюстрации. Песня «It’s the End», исполненная известной японской рок-группой L’Arc-en-Ciel и впоследствии вышедшая в 1999 году на их альбоме под названием Ray, использовалась в официальных рекламных роликах игры, когда появилась версия для PlayStation.
В декабре 1997 года избранные композиции игры лейблом King Records были изданы под заголовком Grandia Original Soundtrack, на одном диске этого двойного альбома содержались мелодии в оркестровых аранжировках, тогда как на другом — в синтезированных. В июне 1998 года последовал альбом под названием Grandia Original Soundtrack II, состоящий из двух дисков с композициями, не вошедшими в первый сборник. Годом спустя звукозаписывающая компания Twofive Records выпустила компиляцию лучших мелодий The Best of Grandia, трек-лист составлял лично Ивадарэ, добавив туда одну ранее неизданную дорожку «Pavane». Композитор также спродюсировал альбом с несколько изменёнными аранжировками Vent: Grandia Arrange Version, слово «vent» привнесено сюда из французского языка и переводится как «ветер», по словам Ивадарэ, оно придаёт релизу настроение радости и воздушности. Альбом вышел в феврале 1998 года под лейблом King Records с двенадцатью избранными композициями, автор говорил насчёт этого диска, что «это такой альбом, который люди будут слушать на досуге в воскресенье поутру».

## Отзывы и критика
| Сводный рейтинг    | Сводный рейтинг                            |
| Агрегатор          | Оценка                                     |
| ------------------ | ------------------------------------------ |
| GameRankings       | - 87 % (SAT) - 85,87 % (PS) - 73,75 % (NS) |
| Metacritic         | 89 %                                       |
| Иноязычные издания |                                            |
| Издание            | Оценка                                     |
| EGM                | 9 / 10                                     |
| Famitsu            | 32 / 40                                    |
| Game Informer      | 7,25 / 10                                  |
| GamePro            | 4,5 / 5                                    |
| GameSpot           | 9,3 / 10(SS) 9,2 / 10(PS)                  |
| IGN                | 9 / 10                                     |
| OPM                | 4,5 / 5                                    |

В Японии игру встретили преимущественно положительно, в частности журналы Sega Saturn Magazine и Saturn Fan дали ей девять баллов из десяти, а издание Weekly TV Gamer остановилось на оценке в 8,75 баллов по десятибалльной системе. Журнал Famitsu присвоил «Грандии» 32 балла из 40, удостоив её золотого приза выбора редакции. Несмотря на отсутствие англоязычной версии, обзор на игру в 1998 году появился на сайте GameSpot, автор ревью заявлял, что Grandia по всем показателям бьёт популярную тогда Final Fantasy VII, и в ней есть всё необходимое для любого поклонника ролевых игр. За этим последовала награда, присуждаемая на основе выбора редакторского состава. Позже издание Official U.S. PlayStation Magazine окрестило игру «лучшей РПГ для Saturn за всю историю существования консоли». В 1997 году Grandia номинировалась на звание лучшей ролевой игры по версии ассоциации CESA, а общие продажи составили 345 тысяч копий, что позволило ей занять 15-е место в списке самых продаваемых игр консоли в данном регионе. В 2006 году Saturn-версия на основе открытого голосования читателей Famitsu была признана 73-й величайшей игрой всех времён.
Версии для PlayStation тоже сопутствовал успех, хотя продажи в родном регионе существенно сократились до 97 тысяч за первые три недели. Журнал Official U.S. PlayStation Magazine включил её в список «25 игр, в которые вы обязаны сыграть в 1999 году», похвалив яркую графику, инновационную боевую систему и приятную систему развития персонажей, при этом английское голосовое озвучивание было признано ими «ужасно унылым». Портал GameSpot вновь сравнил «Грандию» с популярной серией Final Fantasy, отметив, что игра ничуть не хуже хита Final Fantasy VIII, но выполнена в несколько ином ключе, положительный отклик получило музыкальное сопровождение, отлично сочетающееся с визуальным рядом, однако перевод и озвучивание, по их мнению, не соответствуют сегодняшним стандартам качества. Журнал GamePro, выразил мнение, что в ходе затянувшегося на два года перехода на PlayStation игра морально устарела, но в целом они признали дизайн удивительно-интересным. Худшим недостатком в рецензии называлась музыка, «она так часто повторяется и настолько раздражает, что игрок невольно потянется к кнопке уменьшения громкости», также отмечалось недостаточное внимание к дизайну монстров, которые тоже часто повторяются и быстро надоедают. При всё при том, вердикт журнала заключается в том, что незначительные недостатки не могут затмить собой общее качество игры, интересные головоломки, великолепные локации и цельный комплексный сюжет. Интернет-портал IGN, наоборот, посчитал музыку «хорошей», хотя и согласился с наличием «нескольких неприятных интонаций». В 2000 году они поставили «Грандию» на 17-е место своего списка 25-и величайших игр для PlayStation, назвав её самым исторически-значимым продуктом компании Game Arts. Eurogamer в ретроспективной статье 2007 года охарактеризовал игру как «фантастическую», похвалив удобную боевую систему, с которой может конкурировать лишь считанное количество игр.